# 長穗馬藍
長穗馬藍（学名：Strobilanthes longespicatus）为爵床科馬藍屬下的一个种。

## 扩展阅读
- 維基物種上的相關：長穗馬藍